# Михайловский сельсовет (Харабалинский район)
Миха́йловский сельсове́т — муниципальное образование в Астраханской области Харабалинского района, административный центр — село Михайловка.

## История
6 августа 2004 года в соответствии с Законом Астраханской области № 43/2004-ОЗ установлены границы муниципального образования, сельсовет наделен статусом сельского поселения.

## Население
| 2010  | 2012  | 2013  | 2014  | 2015  | 2016  | 2017  |
| ----- | ----- | ----- | ----- | ----- | ----- | ----- |
| 1189  | ↘1183 | ↗1184 | ↘1159 | ↗1164 | ↘1160 | ↘1150 |
| 2018  | 2019  | 2020  | 2021  |       |       |       |
| ↘1131 | ↘1119 | ↘1085 | ↘1074 |       |       |       |

## Состав сельского поселения
| № | Населённый пункт | Тип населённого пункта       | Население |
| - | ---------------- | ---------------------------- | --------- |
| 1 | Михайловка       | село, административный центр | ↘1074     |